# József Szendrei
József Szendrei (Karcag, Hungría, 25 de abril de 1954) más conocido como Szendrei,  es un exfutbolista húngaro. Jugaba en la posición de portero. 

## Trayectoria
Su primer equipo fue el Szolnoki, donde debutó en 1972. En 1980 se fue al Nyiregyhaza y al año siguiente, a uno de los grandes de su país, el Ujpest. En 1987 llegó al Málaga y al año siguiente se fue al Cádiz, donde estuvo hasta 1992. En su palmarés tiene tres Copas húngaras. Con la selección de Hungría jugó 10 partidos, llegando a jugar en la Mundial de México 1986, en el segundo partido ante Canadá que vencen los magiares por 2-0.
A España se lo trajo Ladislao Kubala. El legendario exjugador del Barça era entrenador del CD Málaga y se fue a su país natal a ver en directo a un portero del MTK Budapest. Lo vio en un partido contra el Ujpest, el equipo de Szendrei. Tan buena actuación hizo Szendrei que se olvidó del otro meta y se lo trajo a España. Tras su primera temporada en Málaga, el equipo boquerón no le quiso renovar porque el entrenador Luis Costa (el sustituto de Kubala) no contaba con él y además, ficharon a Pedro Jaro, que estaba en el Cádiz. Así que a cambio, traspasaron a Szendrei al equipo amarillo. Era 1988.
Los gaditanos bautizaron a Szendrei como "Pepe" (por József). En sus primeros años en el Carranza, mantuvo un firme duelo con Bermell por la portería cadista. El portero húngaro se hizo definitivamente con la titularidad a mediados de la campaña 1990/91, clave para aquel futuro inmediato, pues fue protagonista al detener dos penalties en la promoción de la temporada 90-91, precisamente ante el CD Málaga, que dejaba al club gaditano en Primera División un año más.
Szendrei todavía jugaría con el Cádiz otra temporada más, la 1991/92 fue parecida a la anterior, aunque esta vez se pasaron menos apuros ante la Unió Esportiva Figueres en la promoción y el equipo amarillo consiguió la permanencia sin mayores problemas. Tras la conclusión de aquella temporada, anunciaría su retirada.
Actualmente trabaja como representante de la firma deportiva Joma en Europa Central. Su relación con Joma comenzó en su época de jugador, ya que la marca toledana era su proveedora de botas.
| Club           | País    | Año       |
| -------------- | ------- | --------- |
| Szolnok        | Hungría | 1972-1974 |
| Steimez SE     | Hungría | 1974-1975 |
| Kossuth KFSE   | Hungría | 1974-1976 |
| Szolnok        | Hungría | 1976-1980 |
| Nyíregyháza FC | Hungría | 1980-1981 |
| Újpest FC      | Hungría | 1981-1987 |
| CD Málaga      | España  | 1987-1988 |
| Cádiz CF       | España  | 1988-1992 |